# Battleford
Pour les articles homonymes, voir Battleford (homonymie).
Battleford est une ville de la Saskatchewan au Canada située près de la rivière Saskatchewan Nord. Le recensement de 2006 y dénombre 3 685 habitants. L'économie locale est principalement tournée vers l'agriculture.

## Histoire

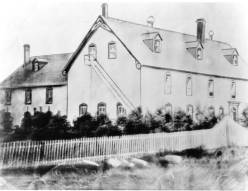
Hôtel du Gouvernement.

La ville fut fondée en 1875 comme poste de traite des fourrures et de la Police montée du Nord-Ouest. Entre 1876 et 1883, Battleford était la capitale des Territoires du Nord-Ouest. Le fort de la Police, Fort Battleford, joua un rôle important dans la Rébellion du Nord-Ouest de 1885.
L'Hôtel du Gouvernement, siège du gouvernement des Territoires du Nord-Ouest, disparut lors de l'incendie du 7 juillet 2003.
|  |  |

## Démographie
| 2001  | 2006  | 2011  | 2016  |
| ----- | ----- | ----- | ----- |
| 3 820 | 3 685 | 4 065 | 4 429 |